# منطقة تركمان الريفية
منطقة تركمان الريفية (بالفارسية: دهستان تركمان) هي أحد المناطق الريفية التابعة للناحية المركزية، مقاطعة أرومية، محافظة أذربيجان الغربية، إيران، وعاصمتها هي تركمان، وأكبر قراها هي بابا رود. تضم 49 قرية، ويبلغ عدد سكانها 10017 نسمة حسب إحصاء 2016.